# Igor Dodon
Igor Dodon (født 18. februar 1975) er en moldovisk politiker, som var Moldovas præsident mellem den 23. december 2016 og den 24. december 2020. Han er formand for Parti for Socialister i Republikken Moldova.